# Playa del Fortín
La playa del Fortín (del Fortí en valenciano) es una playa de arena del municipio de Vinaroz en la provincia de Castellón (España).
Esta playa limita al norte con la playa de Fora-Forat y al sur con el dique del puerto, y tiene una longitud de 715 m, con una amplitud de 60 m. Su nombre deriva de un pequeño fortín abandonado que fue construido en el puerto, en el lado de la playa, durante la guerra civil española.
Se sitúa en un entorno urbano, disponiendo de acceso por calle y carretera. Cuenta con paseo marítimo y aparcamiento delimitado. Cuenta con acceso para discapacitados. Es una playa balizada con zona balizada para salida de embarcaciones..
Esta playa cuenta con el distintivo de Bandera Azul desde 1994.